# Shean Donovan
Pour les articles homonymes, voir Donovan.
Shean Donovan (né le 22 janvier 1975 à Timmins, dans la province de l'Ontario au Canada) est un joueur professionnel canadien de hockey sur glace qui évoluait à la position d'ailier droit.

## Carrière
Choisi au deuxième tour par les Sharks de San José lors du repêchage de 1993 de la Ligue nationale de hockey alors qu'il évolue pour le 67 d'Ottawa de la Ligue de hockey de l'Ontario, Donovan retourne avec ces derniers pour une saison supplémentaire avant de devenir professionnel en 1995, rejoignant alors le club affilié aux Sharks dans la ligue internationale de hockey, les Blades de Kansas City après avoir remporté la médaille d'Or avec l'équipe du Canada lors du Championnat du monde junior.
Au cours de cette même saison, il dispute ses premières rencontres en LNH, obtenant aucun point en quatorze parties lors de la saison régulière mais inscrivant son premier point lors des séries éliminatoires. Après avoir partagé les deux saisons suivantes entre les Sharks et leur club-école, il participe au Championnat du monde de 1997, où il remporte à nouveau l'or puis se voit être échangé par les Sharks quelque temps après à l'Avalanche du Colorado. Dès son arrivée avec ceux-ci, il obtient un poste permanent en LNH.
Il dispute trois saisons sous les couleurs de l'Avalanche avant de passer aux mains des Thrashers d'Atlanta en 1999. Il reste avec la formation géorgienne pour trois saisons avant de rejoindre les Penguins de Pittsburgh avec qui il s'aligne durant deux ans. C'est sous l'uniforme des Flames de Calgary qu'il connaît sa meilleure saison en carrière, accumulant 42 points en 82 rencontres lors de la saison 2003-2004 et voyant son équipe s'incliner lors de la finale de la Coupe Stanley face au Lightning de Tampa Bay.
Alors que la ligue nationale cesse ses activités pour la saison 2004-2005 en raison d'un lock-out, Donovan s'entend avec le Genève-Servette Hockey Club de la Ligue Nationale A de Suisse. Il dispute avec ces derniers douze rencontres avant de revenir avec les Flames pour une saison de plus.
À la suite d'un passage d'une saison avec les Bruins de Boston pour qui il avait signé en tant qu'agent libre, Shean Donovan est échangé aux Sénateurs d'Ottawa à l'été 2007 en retour de Peter Schaefer. Il reste avec ces derniers jusqu'en 2010 avant de se retirer de la compétition.

## Statistiques

### Statistiques en club
| Saison     | Équipe                     | Ligue      |     | Saison régulière | Saison régulière | Saison régulière | Saison régulière | Saison régulière |    | Séries éliminatoires | Séries éliminatoires | Séries éliminatoires | Séries éliminatoires | Séries éliminatoires |
| Saison     | Équipe                     | Ligue      | PJ  | B                | A                | Pts              | Pun              | PJ               | B  | A                    | Pts                  | Pun                  |                      |                      |
| 1991-1992  | 67 d'Ottawa                | LHO        | 58  | 11               | 8                | 19               | 14               | 11               | 1  | 0                    | 1                    | 5                    |                      |                      |
| 1992-1993  | 67 d'Ottawa                | LHO        | 66  | 29               | 23               | 52               | 33               | -                | -  | -                    | -                    | -                    |                      |                      |
| 1993-1994  | 67 d'Ottawa                | LHO        | 62  | 35               | 49               | 84               | 63               | 17               | 10 | 11                   | 21                   | 14                   |                      |                      |
| 1994-1995  | 67 d'Ottawa                | LHO        | 29  | 22               | 19               | 41               | 41               | -                | -  | -                    | -                    | -                    |                      |                      |
| 1994-1995  | Sharks de San José         | LNH        | 14  | 0                | 0                | 0                | 6                | 7                | 0  | 1                    | 1                    | 6                    |                      |                      |
| 1994-1995  | Blades de Kansas City      | LIH        | 5   | 0                | 2                | 2                | 7                | 14               | 5  | 3                    | 8                    | 23                   |                      |                      |
| 1995-1996  | Sharks de San José         | LNH        | 74  | 13               | 8                | 21               | 39               | -                | -  | -                    | -                    | -                    |                      |                      |
| 1995-1996  | Blades de Kansas City      | LIH        | 4   | 0                | 0                | 0                | 8                | 5                | 0  | 0                    | 0                    | 8                    |                      |                      |
| 1996-1997  | Sharks de San José         | LNH        | 73  | 9                | 6                | 15               | 42               | -                | -  | -                    | -                    | -                    |                      |                      |
| 1996-1997  | Thoroughblades du Kentucky | LAH        | 3   | 1                | 3                | 4                | 18               | -                | -  | -                    | -                    | -                    |                      |                      |
| 1997-1998  | Sharks de San José         | LNH        | 20  | 3                | 3                | 6                | 22               | -                | -  | -                    | -                    | -                    |                      |                      |
| 1997-1998  | Avalanche du Colorado      | LNH        | 47  | 5                | 7                | 12               | 48               | -                | -  | -                    | -                    | -                    |                      |                      |
| 1998-1999  | Avalanche du Colorado      | LNH        | 68  | 7                | 12               | 19               | 37               | 5                | 0  | 0                    | 0                    | 2                    |                      |                      |
| 1999-2000  | Avalanche du Colorado      | LNH        | 18  | 1                | 0                | 1                | 8                | -                | -  | -                    | -                    | -                    |                      |                      |
| 1999-2000  | Thrashers d'Atlanta        | LNH        | 33  | 4                | 7                | 11               | 18               | -                | -  | -                    | -                    | -                    |                      |                      |
| 2000-2001  | Thrashers d'Atlanta        | LNH        | 63  | 12               | 11               | 23               | 47               | -                | -  | -                    | -                    | -                    |                      |                      |
| 2001-2002  | Thrashers d'Atlanta        | LNH        | 48  | 6                | 6                | 12               | 40               | -                | -  | -                    | -                    | -                    |                      |                      |
| 2001-2002  | Penguins de Pittsburgh     | LNH        | 13  | 2                | 1                | 3                | 4                | -                | -  | -                    | -                    | -                    |                      |                      |
| 2002-2003  | Penguins de Pittsburgh     | LNH        | 52  | 4                | 5                | 9                | 30               | -                | -  | -                    | -                    | -                    |                      |                      |
| 2002-2003  | Flames de Calgary          | LNH        | 13  | 1                | 2                | 3                | 7                | -                | -  | -                    | -                    | -                    |                      |                      |
| 2003-2004  | Flames de Calgary          | LNH        | 82  | 18               | 24               | 42               | 72               | 24               | 5  | 5                    | 10                   | 23                   |                      |                      |
| 2004-2005  | Genève-Servette HC         | LNA        | 12  | 5                | 3                | 8                | 30               | -                | -  | -                    | -                    | -                    |                      |                      |
| 2005-2006  | Flames de Calgary          | LNH        | 80  | 9                | 11               | 20               | 82               | 7                | 0  | 0                    | 0                    | 6                    |                      |                      |
| 2006-2007  | Bruins de Boston           | LNH        | 76  | 6                | 11               | 17               | 56               | -                | -  | -                    | -                    | -                    |                      |                      |
| 2007-2008  | Sénateurs d'Ottawa         | LNH        | 82  | 5                | 7                | 12               | 73               | 4                | 1  | 0                    | 1                    | 2                    |                      |                      |
| 2008-2009  | Sénateurs d'Ottawa         | LNH        | 65  | 5                | 5                | 10               | 34               | -                | -  | -                    | -                    | -                    |                      |                      |
| 2009-2010  | Sénateurs d'Ottawa         | LNH        | 30  | 2                | 3                | 5                | 40               | 1                | 0  | 0                    | 0                    | 0                    |                      |                      |
| Totaux LNH | Totaux LNH                 | Totaux LNH | 951 | 112              | 129              | 241              | 705              | 48               | 6  | 6                    | 12                   | 39                   |                      |                      |

### Statistiques en équipe nationale
| Année | Équipe | Compétition                 |    | PJ | B | A | Pts | Pun           |  | Résultat |
| 1995  | Canada | Championnat du monde junior | 7  | 0  | 0 | 0 | 6   | Médaille d'or |  |          |
| 1997  | Canada | Championnat du monde        | 10 | 0  | 1 | 1 | 31  | Médaille d'or |  |          |

## Transactions en carrière
- Repêchage 1993 : repêché par les Sharks de San José (2e choix de l'équipe, 28e au total).
- 21 novembre 1997 : échangé par les Sharks avec leur choix de première ronde au repêchage de 1998 (l'Avalanche sélectionnent avec ce choix Alex Tanguay) à l'Avalanche du Colorado en retour de Mike Ricci et du choix de deuxième ronde du Colorado en 1998 (choix échangé ultérieurement aux Sabres de Buffalo qui choisissent avec ce choix Jaroslav Kristek).
- 8 décembre 1999 : échangé aux Thrashers d'Atlanta en retour de Rick Tabaracci.
- 15 mars 2002 : réclamé au ballotage par les Penguins de Pittsburgh.
- 11 mars 2003 : échangé par les Penguins aux Flames de Calgary en retour de Micki DuPont et de Mathias Johansson.
- 13 novembre 2004 : signe à titre d'agent libre avec le Genève-Servette Hockey Club de la Ligue Nationale A de Suisse.
- 2 juillet 2006 : signe à titre d'agent libre avec les Bruins de Boston.
- 17 juillet 2007 : échangé par les Bruins aux Sénateurs d'Ottawa en retour de Peter Schaefer.